# Adolf Michaelis
Adolf Michaelis, cuyo nombre completo era Theodor Heinrich Adolf Michaelis, fue un arqueólogo y académico alemán, nacido en Kiel (Schleswig-Holstein) el 22 de junio de 1835, que murió en Estrasburgo el 12 de agosto de 1910.
Fue profesor de arqueología en la Universidad de Greifswald, la de Tubinga (1865-1872) y la Universidad Kaiser-Wilhelms (1872-1907). Fue un erudito clásico alemán, profesor de historia del arte en la Universidad de Estrasburgo desde 1872, quien ayudó a establecer el conocimiento de la escultura griega antigua y la escultura romana en su posición moderna. Justo en la cúspide de la introducción de la fotografía como herramienta de la historia del arte, Michaelis fue pionero en complementar sus descripciones con bocetos.

## Biografía

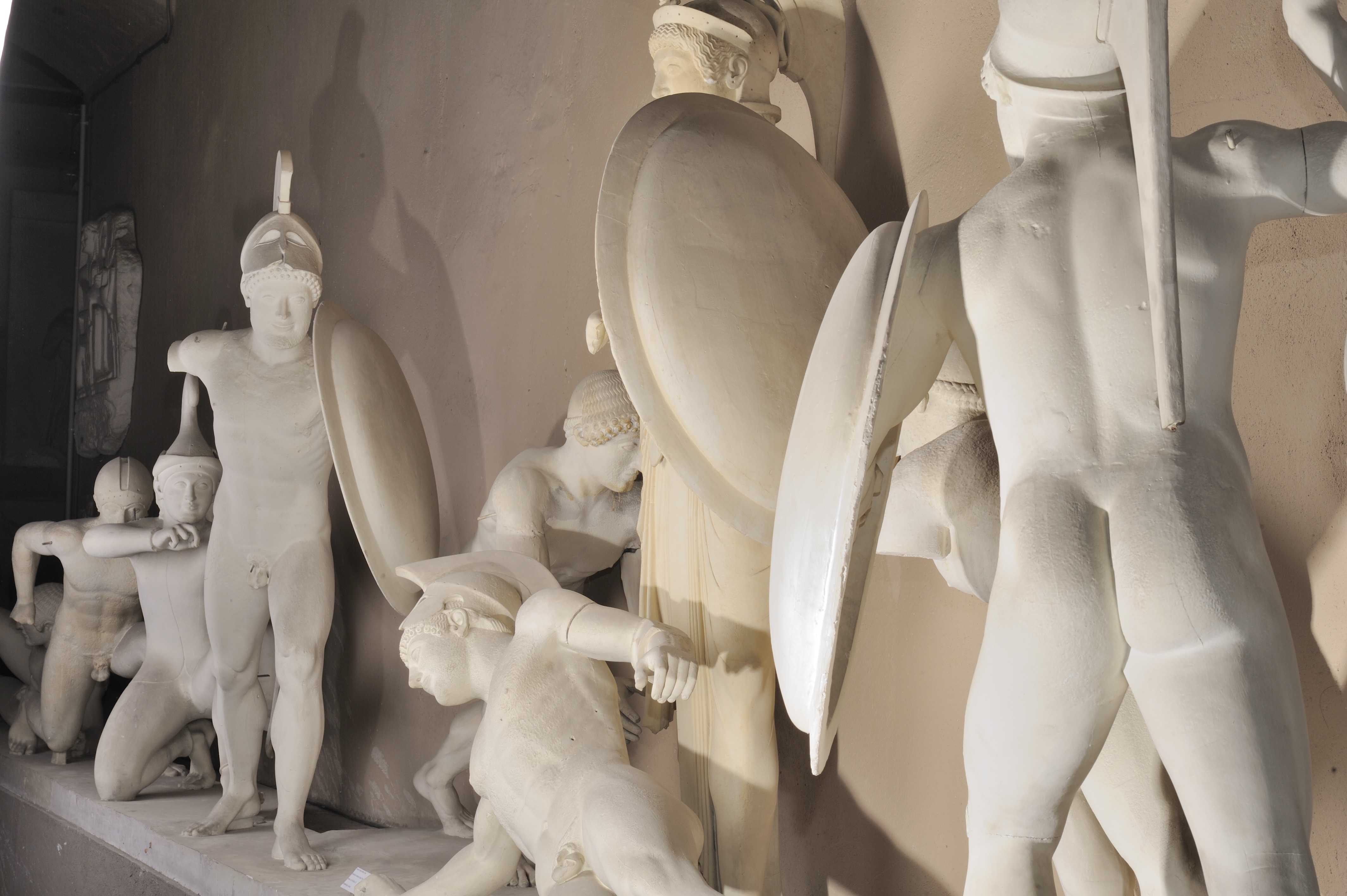
Colección de reproducciones en la Universidad de Estrasburgo.

Adolf Michaelis fue hijo del ginecólogo Gustav Adolf Michaelis (1798-1848) y sobrino de Otto Jahn, quien introdujo el método filológico científico en la arqueología clásica; Jahn guio el interés de su sobrino por los clásicos. Después de la muerte de Jahn, Michaelis produjo en 1880 una segunda edición de la presentación erudita de Jahn de un fragmento de la Descripción de Grecia de Pausanias, Arx Athenarum a Pausania Descripta, que ofrece el texto griego con introducción y notas en latín. El título era una modesta subestimación: Jahn recopiló todas las referencias clásicas a la Acrópolis de Atenas y todas las inscripciones supervivientes, e incorporó una historia de las mujeres a partir de fuentes clásicas. En la edición de 1880, Michaelis añadió cuarenta planchas de planos del sitio, dibujos y restauraciones de edificios y monumentos, así como grabados de esculturas, terracotas y monedas que ilustraban las prácticas de culto y las deidades honradas en Arx Athenarum, «la colina de Atenea».
Michaelis fue lector de filología clásica y arqueología en la Universidad de Leipzig, donde asistió a las clases de Johannes Overbeck (1826-1895), un experto en Pompeya, cuyo énfasis en las fuentes escritas para documentar el arte griego fue influyente en la formulación del enfoque de Michaelis sobre las antigüedades y cuyo corpus de representaciones mitológicas en el arte griego, Griechische Kunstmythologie, iniciado en 1871, despertó el interés por la propia compilación de antigüedades de Michaelis en colecciones inglesas.
Michaelis prosiguió sus estudios en Berlín, luego regresó a Kiel para trabajar sobre Horacio. Un viaje a Roma en 1857 lo introdujo en el círculo de eruditos del Deutsches Archäologisches Institut (Instituto Alemán de Arqueología), con cuya comunidad viajó a Grecia con Alexander Conze en 1859-60, A su regreso a Alemania enseñó brevemente en Universidad de Greifswald (1862-1865) y en la de Universidad de Tubinga, (1862-1867). En 1872, después de la publicación de su monografía sobre el Partenón, aceptó la cátedra de arqueología clásica en la recientemente establecida Universidad de Estrasburgo, donde se estableció de por vida y creó un gran departamento de arqueología respaldado por una gran biblioteca arqueológica y una gran colección de moldes hechos de esculturas descubiertas durante excavaciones en Grecia e Italia. Reunidos en el museo Adolf Michaelis (gliptoteca), estas reproducciones se almacenan en el sótano del Palacio de la Universidad de Estrasburgo. De 1894 a 1899, Michaelis también fue administrador en funciones de la Collection égyptienne de l'Institut d'égyptologie et de papyrologie de l'université de Strasbourg (Colección egipcia del Instituto de egiptología y papirología la Universidad de Estrasburgo).
Durante los recesos recorrió las colecciones de esculturas clásicas conservadas en las Country house inglesas, resultado de un siglo y medio de colecciones británicas; en 1882 publicó el repertorio por el que es famoso, un trabajo aún mencionado, Ancient Marbles in Great Britain; esto, además de su trabajo académico sobre la escultura clásica, es la piedra angular de la historia del coleccionismo inglés en los siglos XVIII y XIX.
Michaelis resumió su conocimiento en 1906 en su Die archäologischen Entdeckungen des neunzehnten Jahrhunderts, una de las historiografías del desarrollo de la arqueología clásica que tuvo lugar durante el siglo XIX; sigue en detalle las expediciones arqueológicas, muchas de ellas llevadas a cabo por instituciones alemanas, con ilustraciones y planos del sitio, que terminan con una visión general de la arqueología más antigua y las condiciones de los nuevos puntos de vista.
Michaelis murió en Estrasburgo. Su volumen sobre arte clásico, Das Altertum, escrito para el amplio estudio de Anton Springer, Handbuch der Kunstgeschichte, apareció póstumamente en 1911. 
Adolf Michaelis es el padre del teólogo protestante Otto Michaelis.

## Monumento funerario
Adolf Michaelis está enterrado en el cementerio de Saint-Louis en Estrasburgo. Su monumento funerario es una copia de una estela griega con palmetas del Museo Arqueológico del Cerámico de Atenas. Una pequeña inscripción en griego está grabada en la parte posterior de la estela: Ω / ΦΙΛΤAΤΕ / ΧAΙΡΕ («Hola, queridísimo»)